# (4662) Runk
(4662) Runk es un asteroide perteneciente al cinturón de asteroides, descubierto el 19 de abril de 1984 por Antonín Mrkos desde el Observatorio Kleť, České Budějovice, República Checa.

## Designación y nombre
Designado provisionalmente como 1984 HL. Fue nombrado Runk en honor al pintor checo 
Ferdinand Runk retrató paisajes de la República Checa y la campiña de Austria, también fue el pintor de la corte de la familia Schwarzenberg. Una vista hermosa circular de la torre-mirador Kleť le inspiró para hacer acuarelas desde este hermoso y panorámico lugar en 1830.

## Características orbitales
Runk está situado a una distancia media del Sol de 2,793 ua, pudiendo alejarse hasta 3,102 ua y acercarse hasta 2,485 ua. Su excentricidad es 0,110 y la inclinación orbital 6,078 grados. Emplea 1705 días en completar una órbita alrededor del Sol.

## Características físicas
La magnitud absoluta de Runk es 13,1. Tiene 16,587 km de diámetro y su albedo se estima en 0,041.